# 9142 Rhesus
A 9142 Rhesus (ideiglenes jelöléssel 5191 T-3) egy kisbolygó a Naprendszerben. Cornelis Johannes van Houten, Ingrid van Houten-Groeneveld és Tom Gehrels fedezte fel 1977. október 16-án.